# 254년

## 연호
- 위(魏) 가평(嘉平) 6년 / 정원(正元) 원년
- 촉(蜀) 연희(延熙) 17년
- 오(吳) 오봉(五鳳) 원년

## 기년
- 위(魏) 소제(少帝) 15년 / 폐제(廢帝) 원년
- 촉(蜀) 후주(後主) 32년
- 오(吳) 폐제(廢帝) 3년
- 신라(新羅) 첨해 이사금(沾解泥師今) 8년
- 고구려(高句麗) 중천왕(中川王) 7년
- 백제(百濟) 고이왕(古爾王) 21년

## 사건
고령가야멸망

## 사망
- 3월 5일 - 교황 루치오 1세, 22대 로마 교황.

```
254년 조위의 정치가 
하후현

254년 조위의 장군 
서질
```